# Peribaea modesta
Peribaea modesta là một loài ruồi trong họ Tachinidae.